# Prince (1667)
Pour les articles homonymes, voir Prince et Sans Pareil.
Le Prince est un vaisseau de ligne de deuxième rang de 64 canons en service dans la Marine royale entre 1667 et le 21 octobre 1679, date de son naufrage au large de Belle-Île-en-Mer. Il fait partie de la première vague de construction navale des débuts du règne de Louis XIV et du ministériat de Colbert. Sa mise sur cale débute en 1666 aux chantiers navals de Brest et il est lancé l'année suivante. Il est renommé Sans Pareil en 1671 et participe, sous ce nom, à la guerre de Hollande.

## Service dans la Marine royale
Le 7 juin 1672, le Sans Pareil est à la bataille de Solebay au sein de la flotte franco-anglaise commandée par le duc d'York et le comte d'Estrées. Armé à cette occasion de 66 canons, il est commandé par M. de la Clocheterie. En 1676, il participe à la campagne de Duquesne au large de la Sicile. Le 8 janvier, il est — à la bataille d'Alicudi — le vaisseau amiral de Gabaret, qui commande à son bord l'arrière-garde française. Le 22 avril, à la bataille d'Agosta, il est à nouveau commandé par Gabaret et, le 2 juin, à la bataille de Palerme il évolue sous les ordres du capitaine de Châteauneuf.

## Naufrage au large de Belle-Île-en mer, 21 octobre 1679
Au printemps 1679, alors que la guerre de Hollande vient de s'achever, le comte de Tourville part de Toulon pour se rendre dans le Ponant, avec quatre vaisseaux : Sans Pareil, Le Content, Le Conquérant et l’Arc-en-Ciel. Pierre Arnoul, l'intendant de Toulon, annonce ce départ le 2 mai 1679. Il s'agit alors du onzième commandement en mer de Tourville. Ce dernier navigue d'abord fort bien avec cette escadre qui devait tenir la mer la nettoyer des corsaires qui l'infestaient et, à la fin de la bonne saison, rallier le port de Brest pour y désarmer. En octobre, le chef d'escadre pense que le moment était venu de gagner le port ; il prend donc la route qui devait le conduire en Bretagne; lorsqu'il est assailli, le 21 octobre 1679, au large de Belle-Île, par une violente tempête.
Peut-être trop sûr de lui, peut-être trop confiant dans les vaisseaux du Roi qui ne cessaient de s'améliorer, Tourville n'inspecte pas assez son vaisseau. Les quatre vaisseaux souffrent horriblement. Le Sans Pareil, mal radoubé, s'« ouvre ». La coque « se délie ». L'étoupe qui sert de calfatage se gorge d'eau. Le vaisseau se met à sombrer.
Tourville décide d'évacuer le Sans Pareil et de faire passer 70 de ses hommes sur l’Arc-en-Ciel à l'aide de la grande chaloupe, mais une fois à l'abri, les marins qui montent la chaloupe refusent de retourner sur le vaisseau amiral à l'agonie pour sauver le reste de l'équipage ; c'est finalement le canot de l’Arc-en-Ciel qui se porte au secours des hommes restés à bord du bâtiment de Tourville, mais l'état de la mer l'empêche d'aborder; l'amiral ordonne le sauve qui peut. Les marins sautent à l'eau, mais comme peu d'entre eux savent nager, beaucoup se noient et disparaissent avec le Sans Pareil ; on dénombre seulement 78 survivants sur un total de 400 hommes. Dans ce naufrage, Tourville perd son fils, âgé de 19 ans.
Tourville et son équipage sont sauvés par Coëtlogon, le chef d'escadre rend compte du naufrage et de l'action de Coëtlogon dans une lettre adressée à Seignelay quelques jours plus tard.
Finalement, le Sans Pareil et Le Conquérant coulent, Le Content commandé par le chevalier d'Imfreville s'échoue dans la rivière de Morbihan ; l’Arc-en-Ciel enfin, commandé par le chevalier de Coëtlogon, plus neuf, plus solide que les autres, peut regagner Brest où il s'abrite.

## Conséquences
La nouvelle de ce malheur parvient à Versailles où elle jette la consternation. Près de 800 hommes avaient péri et, parmi eux, beaucoup d'officiers appartenant à des familles importantes. En Provence, d'où les équipages étaient originaires, un deuil général est décrété. On fait payer aux familles des morts ce qui leur revenait de leur solde, seule consolation qu'on peut leur donner. Une enquête est commandée à Brest et à Toulon ; Arnoul, qu'on accusait d'avoir mal veillé aux radoubs, est remplacé à Toulon, par Girardin de Vauvré ; Brodart et Du Quesne sont chargés de recueillir les témoignages des hommes qui, échappés au naufrage, étaient retournés à Toulon. Duquesne répond, le 14 novembre 1679, à Seignelay qui, le 8, lui avait écrit d'Arles :

« Il est constant que le démâtement du beaupré du Sans Pareil est la première cause de son malheur, son mat d'avant - (le malt de misaine) ayant suivi en tombant et ayant ébranlé l'autre (le gd mast) et fait des voyes d'eau au vaisseau dont une grande partie de l'équipage estoit malade, ce qui a fait perdre l'espérance de pouvoir épuiser l'eau et en mesme temps de gouverner le vaisseau, les voiles ayant esté emportées. »